# Мартин (Јужна Дакота)
Мартин (енгл. Martin) град је у америчкој савезној држави Јужна Дакота.

## Демографија
По попису из 2010. године број становника је 1.071, што је 35 (-3,2%) становника мање него 2000. године.
| Група             | 2000.       | 2010.       |
| Белци             | 586 (53,0%) | 433 (40,4%) |
| Афроамериканци    | 7 (0,6%)    | 1 (0,1%)    |
| Азијати           | 1 (0,1%)    | 13 (1,2%)   |
| Хиспаноамериканци | 38 (3,4%)   | 44 (4,1%)   |
| Укупно            | 1.106       | 1.071       |